# Rangapara
Rangapara è una suddivisione dell'India, classificata come town committee, di 18.822 abitanti, situata nel distretto di Sonitpur, nello stato federato dell'Assam. In base al numero di abitanti la città rientra nella classe IV (da 10.000 a 19.999 persone).

## Geografia fisica
La città è situata a 26° 49' 0 N e 92° 39' 0 E e ha un'altitudine di 205 m s.l.m..

## Società

### Evoluzione demografica
Al censimento del 2001 la popolazione di Rangapara assommava a 18.822 persone, delle quali 10.227 maschi e 8.595 femmine. I bambini di età inferiore o uguale ai sei anni assommavano a 1.921, dei quali 984 maschi e 937 femmine. Infine, coloro che erano in grado di saper almeno leggere e scrivere erano 14.361, dei quali 8.325 maschi e 6.036 femmine.